# Aboumandjali
Aboumandjali (ou Aboumadjale, Aboumadzalé) est un village du Cameroun situé dans la région de l'Est et le département du Lom-et-Djérem. Il fait partie de l'arrondissement (commune) de Diang.

## Population
En 1966-1967, Aboumandjali comptait 596 habitants, principalement des Bobilis. Lors du recensement de 2005, on y a dénombré 295 personnes.